# فیل کالینز

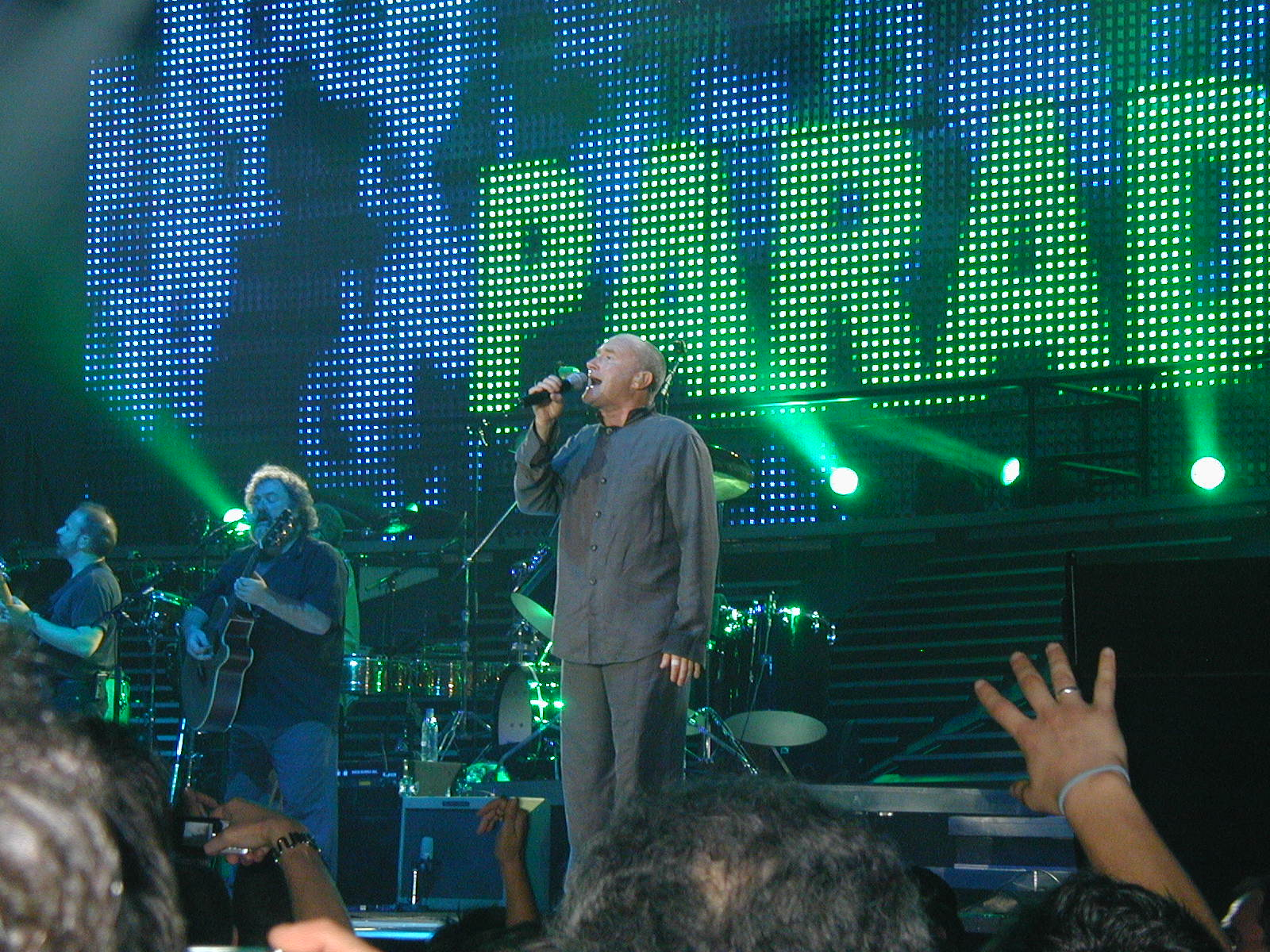
فیل کالینز در بارسلون در تور کنسرت ۲۰۰۴

فیل دیوید چارلزکالینز که با نام فیل کالینز شناخته می‌شود. موسیقیدان، بازیگر، خواننده و تهیه کنندهٔ موسیقی انگلیسی است. او هم به عنوان درامر و هم خوانندهٔ گروه راک جنسیس به شهرت دست یافت.
کالینز یکی از موفق‌ترین فعالان عرصهٔ موسیقی و دنیای سرگرمی در تمام تاریخ بوده‌است. خوانندگی در چندین و چند آلبوم مطرح و شمارهٔ یک در بریتانیا و ایالات متحدهٔ آمریکا بین سال ۱۹۷۶ و ۲۰۱۰ به صورت انفرادی و همچنین گروه جنسیس در کارنامهٔ وی دیده می‌شود. آثار وی از موسیقی با مضمون عشق گمشده واتمسفریک با صداهای پراز ریورب درامزدر قطعهٔ در هوای امشب تا قطعهٔ سبک دنس راکِ Sussudio, تصنیف پیانوئی "Against All Odds" , تا قطعهٔ مذهبی-سیاسی روزی دیگر در بهشت، را شامل می‌شوند. به گفتهٔ آل‌میوزیک فیل کالینز یکی از موفق‌ترین خوانندگان سبک پاپ و راک معاصر از دههٔ ۸۰ به بعد محسوب می‌گردد.
فیل کالینز در سال ۱۹۷۰ به گروه جنسیس به عنوان نوازندهٔ درامز پیوست و پس از جدایی پیتر گابریل از گروه، کالینز به عنوان خوانندهٔ اصلی گروه فعالیتش را ادامه داد.
وی فعالیت‌های انفرادی خود را از سال ۱۹۸۱ شروع کرد و پس زمینهٔ وی در موسیقی سول و همچنین زندگی شخصیش بسیار در آن دخیل بودند، که باعث شد که فعالیت‌های انفرادی اش و همچنین گروه جنسیس به از نظر تجاری و فروش بسیار موفق عمل کنند. فروش انفرادی آثار کالینز نزدیک به ۱۵۰ میلیون نسخه است. کالینز طی فعالیتش جوایز فراوانی دریافت کرده، از جمله هفت جایزه گرمی، ۶ جایزه بریت، ۳ بار انتخاب برای پرفروش‌ترین هنرمند مرد در بریتانیا، ۳ جایزه موسیقی آمریکا، یک جایزه اسکار، دو جایزه گلدن گلوب و یک Disney Legend در سال ۲۰۰۲ به پاس فعالیت انفرادیش جوایزی هستند که وی تاکنون دریافت کرده. کاینز همچنین ستارهٔ خود در پیاده‌رو شهرت هالیوود را در سال ۱۹۹۹ دریافت کرد، وی همچنین در سال ۲۰۰۳ به تالار مشاهیر آهنگ نویسان، تالار مشاهیر راک اند رول در سال ۲۰۱۰ و به عنوان یکی از اعضای گروه جنسیس راه پیدا کرده. کالینز در لیست «بهترین نوازندگان تمام دوران» به انتخاب Gigwise و همچنین نهمین نوازنده در لیست «۲۰ نوازندهٔ برتر درامز در ۲۵ سال گذشته» به انتخاب MusicRadar در سال ۲۰۱۰ قرار دارد. کالینز در سال ۲۰۱۲ نامش در تالار Modern Drummer گنجانده شد.
کالینز یکی از تنها سه هنرمندی (در موسیقی) است (در کنار پل مک‌کارتنی و مایکل جکسون) که آلبوم‌هایش بیش از ۱۰۰ میلیون نسخه هم به صورت انفرادی و هم به عنوان عضو یک گروه موسیقی فروش داشته. طی موفق‌ترین دوران فعالیت‌های انفرادی اش بین سال‌های ۱۹۸۰ تا ۱۹۹۰، فیل کالینز سه آلبوم شمارهٔ یک در بریتانیا، ۷ آلبوم شمارهٔ یک ایالات متحدهٔ آمریکا در کنار یک آلبوم شمارهٔ ۱ با گروه جنسیس در آمریکا داشته. زمانی که مجموع آثار کالینز در کنار گروه جنسیس و همچنین فعالیت‌هایش با دیگر هنرمندان را کنار یکدیگر بگذارید وی ۴۰ آهنگ پر فروش در ۱۰۰ آهنگ برتر بیلبورد (مجله) طی دههٔ ۸۰ میلادی داشته، که بیش از هنرمند دیگری بوده. در سال ۲۰۰۸ کالینز به جایگاه ۲۲ ام لیست «۱۰۰ هنرمند موفق تاریخ» مجلهٔ بیلبورد دست پیدا کرد. یکی از موفق‌ترین هنرمندان تاریخ و یکی از درامرهای مورد احترام، همچنین طی زمان فعالیتش نظرهای بسیار مثبتی را از سمت منتقدین، ژورنالیست‌ها و همکاران هنرمندش همواره دریافت کرده؛ و در سال ۲۰۱۱ به صورت رسمی بازنشستگی خودش را اعلام کرد تا زمان بیشتری کنار خانواده به ویژه فرزندانش داشته باشد. هرچند که وی طی این زمان همچنان به نوشتن موسیقی ادامه داده تا جایی که در سال ۲۰۱۳ اعلام کرد که به بازگشت به صنعت موسیقی فکر می‌کند.

## نوجوانی و تحصیلات
فیلیپ دیوید چارلز کالینز در تاریخ ۳۰ ژانویهٔ ۱۹۵۱ چیزویک، هانزلو، فرزند Winifred M. "June" , یک نمایندهٔ تئاتر و Greville Philip Austin Collins که مأمور اداره بیمه بود. او زمانی که ۵ ساله بود به عنوان هدیهٔ کریسمس یک ست درامز (اسباب بازی) هدیه گرفت. بعدها عمویش برایش یک درامز در اندازهٔ واقعی ساخت که همیشه از آن استفاده می‌کرد. هرچه بزرگتر می‌شد والدین فیل برایش مجموعهٔ کامل تری تهیه می‌کردند. او با همراهی موسیقی که از تلویزیون و رادیو پخش می‌شد تمرین می‌کرد. او هیچگاه موفق به فراگیری نت‌نویسی نشد در عوض به شیوهٔ خاص خودش دست پیدا کرد. بنابر گفتهٔ Barbara Speake مؤسس eponymous stage school که بعده‌ها فیل در آنجا برای تحصیل می‌رفت، کالینز همیشه گوش‌های نادری در موسیقی داشت: " فیل همیشه مخصوص بود، در سن ۵ سالگی Butlins به یک مسابقهٔ استعدادیابی خوانندگی Davy Crockett رفت. اما در نیمه‌های کار او ارکستری که در حال نواختن بودند را متوقف کرد تا به آنها بگوید در کلید اشتباه می‌نوازند. "
در نوجوانی برای یادگیری درامز و دوره‌های مقدماتی پیش Lloyd Ryan و بعده‌ها برای یادگیری بیشتر پیش Frank King رفت.
کالینز به یاد می‌آورد که: «درس‌های مقدماتی خیلی بهم کمک کردن. در واقع بیشتر از هرچیز دیگه‌ای، چون درواقع شما بیشتر وقت از اونها استفاده می کنین. در هر حالتی از موسیقی از فانک تا جز اون دروس پایه‌ای همیشه اونجا هستند و استفاده میشن.». به هر صورت کالینز همواره از اینکه در نت خوانی موفق نبوده احساس ناراحتی می‌کند و می‌گوید: «هیچوقت به موزیک چنگ نزدم، باید بهش می‌چسبیدم. همیشه حس می‌کردم اگر چیزی رو بتونم (هام) بکنم پس می تونم بزنمش. برای من کافی بود ولی این رفتار اشتباهه.» Lloyd Ryan به یاد می‌آورد که: «فیل همیشه با نت خوانی مشکل داشت، همیشه یک مشکل بزرگ بود براش. ناراحت‌کننده س چون نت خوانی درامز خیلی سخت نیست.»

## سال ۲۰۱۵
وی به تازگی در مصاحبه‌ای اعلام کرده که زندگی‌نامه ش را در قالب یک کتاب که شامل تمامی بالا و پائین‌های فعالیتش در دنیای موسیقی می‌شود را در سال ۲۰۱۶ میلادی منتشر خواهد کرد.
او دربارهٔ کتاب می‌گوید:
«طی چندین سال گذشته بارها ازم درخواست شد تا زندگی‌نامه‌ام را بنویسم ولی هیچوقت حس نمی‌کردم که زمان مناسبش فرارسیده باشه، تا اینکه رسیدیم به الآن. یک انتشارات خوب که Penguin Random House هست رو پیدا کردم و آماده‌ام تا همه چیز رو در ارتباط با زندگی موسیقیاییم از بالا و پائینش و چیزهایی که از دید خودم تجربه کردم با همهٔ خوب و بدش ثبت کنم.»

## تجهیزات
کالینز یک نوازندهٔ چپ دست درامز است، او از طبل Gretsch , هد Remo و سیمبال‌های Sabian استفاده می‌کرده. تمامی کیت‌های او توسط Pearl و Premier ساخته می‌شدند.
طبل‌ها The Gretsch Company
- 14 x 20" bass drum
- 5.5 x 8" rack tom
- 6.5 x 10" rack tom
- 8 x 12" rack tom
- 12 x 15" rack tom
- 16 x 16" floor tom
- 18 x 18" floor tom
- 3.5 x 14" snare drum

سیمبال‌ها Sabian
- 15" Hi Hats
- 22" HH China
- 16" HH Medium Thin Crash
- 17" HH Extra Thin Crash
- 21" HH Raw Bell Dry Ride
- 20" HH Medium Crash
- 20" HH China

## ترانه‌شناسی
- Face Value (۱۹۸۱)
- Hello, I Must Be Going! (۱۹۸۲)
- No Jacket Required (1985)
- ... اما جدی (۱۹۸۹)
- Both Sides (1993)
- Dance into the Light (1996)
- Testify (۲۰۰۲)
- Going Back (2010)

## فیلم‌شناسی
- ۱۹۶۴: شب‌زنده‌داری با بزن و بکوب
- ۱۹۶۸: چیتی‌چیتی بنگ‌بنگ
- ۱۹۹۱: هوک
- ۱۹۹۵: بالتو
- ۲۰۰۳: کتاب جنگل ۲